# Cryptocala acadiensis
Cryptocala acadiensis là một loài bướm đêm trong họ Noctuidae.